# Rozsdás pókhálósgomba
A rozsdás pókhálósgomba (Cortinarius hinnuleus) a pókhálósgombafélék családjába tartozó, Európában és Észak-Amerikában elterjedt, lombos erdőkben élő, nem ehető gombafaj. 

## Megjelenése
A rozsdás pókhálósgomba kalapja 2-5 (7)cm széles, kezdetben félgömb alakú, majd harangszerűen, később domborúan, széles domborúan kiterül, a közepén púppal. Higrofán, színe szárazon sárgásbarna, nedves időben sötétbarna, narancsbarna vagy vörösesbarna. Fiatalon szélén vékony fehér vélum-maradványok lehetnek.
Húsa világos sárgásbarna, rostos. Szaga dohos, földes; íze enyhe, majd kesernyés. 
Ritkán álló lemezei tönkhöz nőttek. Színük eleinte fahéjbarna, idősen rozsdabarna, a lemezélek világosabbak.
Tönkje 5-10 cm magas és 0,5-1,2 cm vastag. Alakja karcsú, felszíne szálas. Színe barnás, a világosabb, övszerű gallér alatt fehéres alapon szálas, szakadozott, fehéres övecskék láthatóak.
Spórapora rozsdabarna, fahéjbarna. Spórája mandula alakú, felszíne finoman szemcsés, mérete 6,4-9 x 4,5-6,6 µm. 

### Hasonló fajok
A kétszínű pókhálósgomba, esetleg a lilásfehér pókhálósgomba hasonlíthat hozzá.   

## Elterjedése és termőhelye
Európában és Észak-Amerikában honos. Magyarországon nem ritka. 
Lombos erdőkben él, többek között nyár, tölgy és bükk alatt. Kora nyártól őszig terem. 

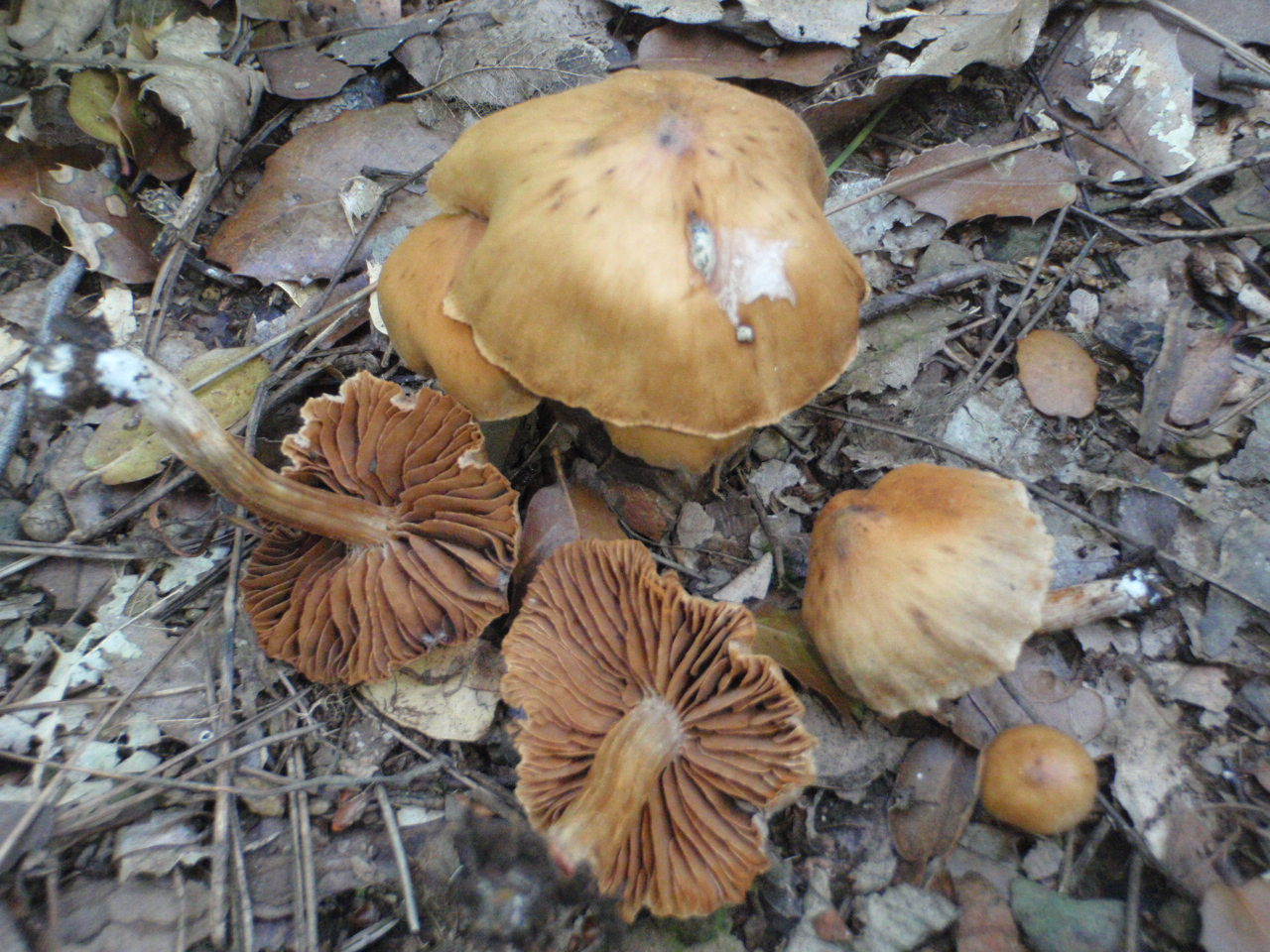
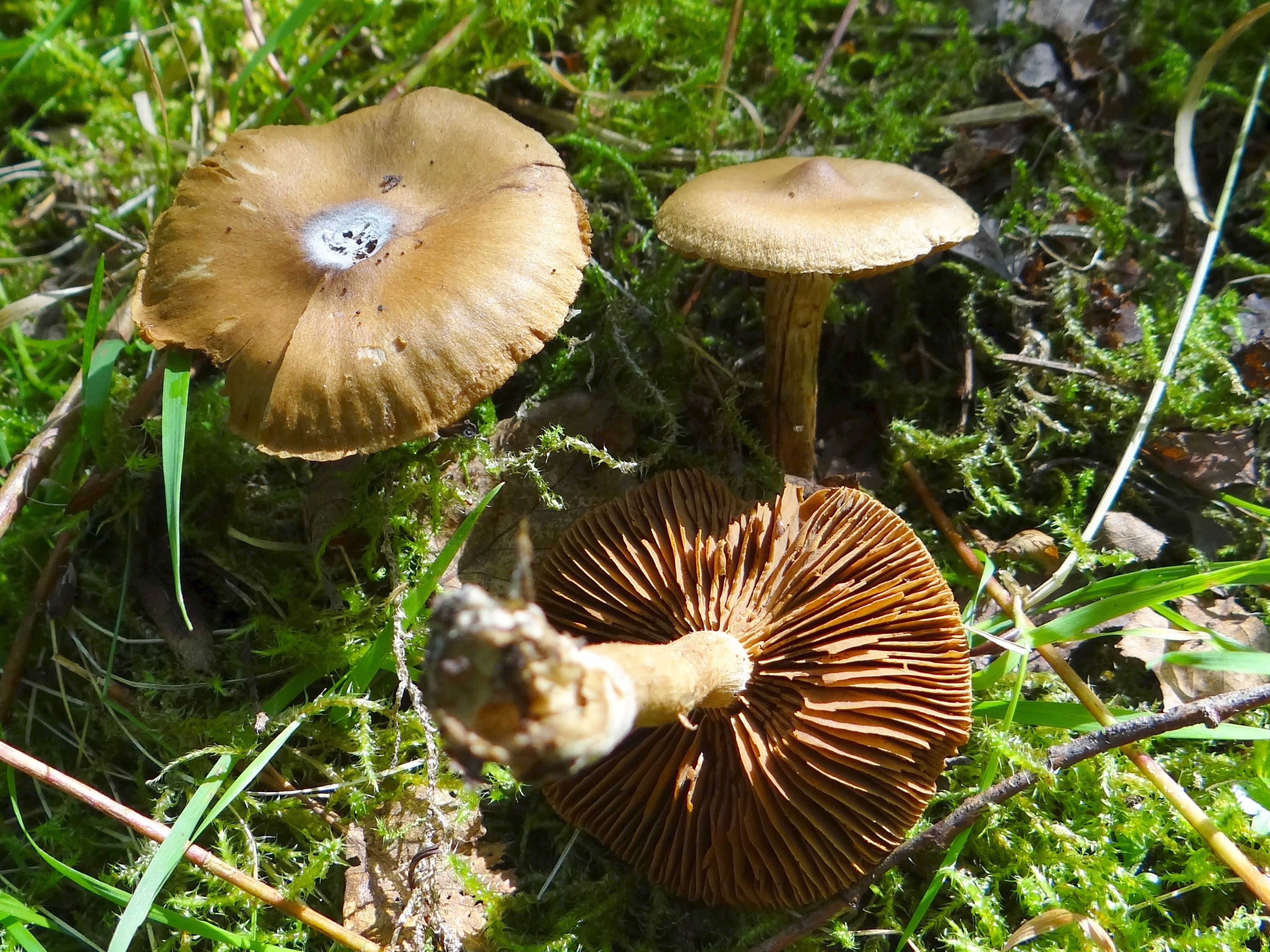
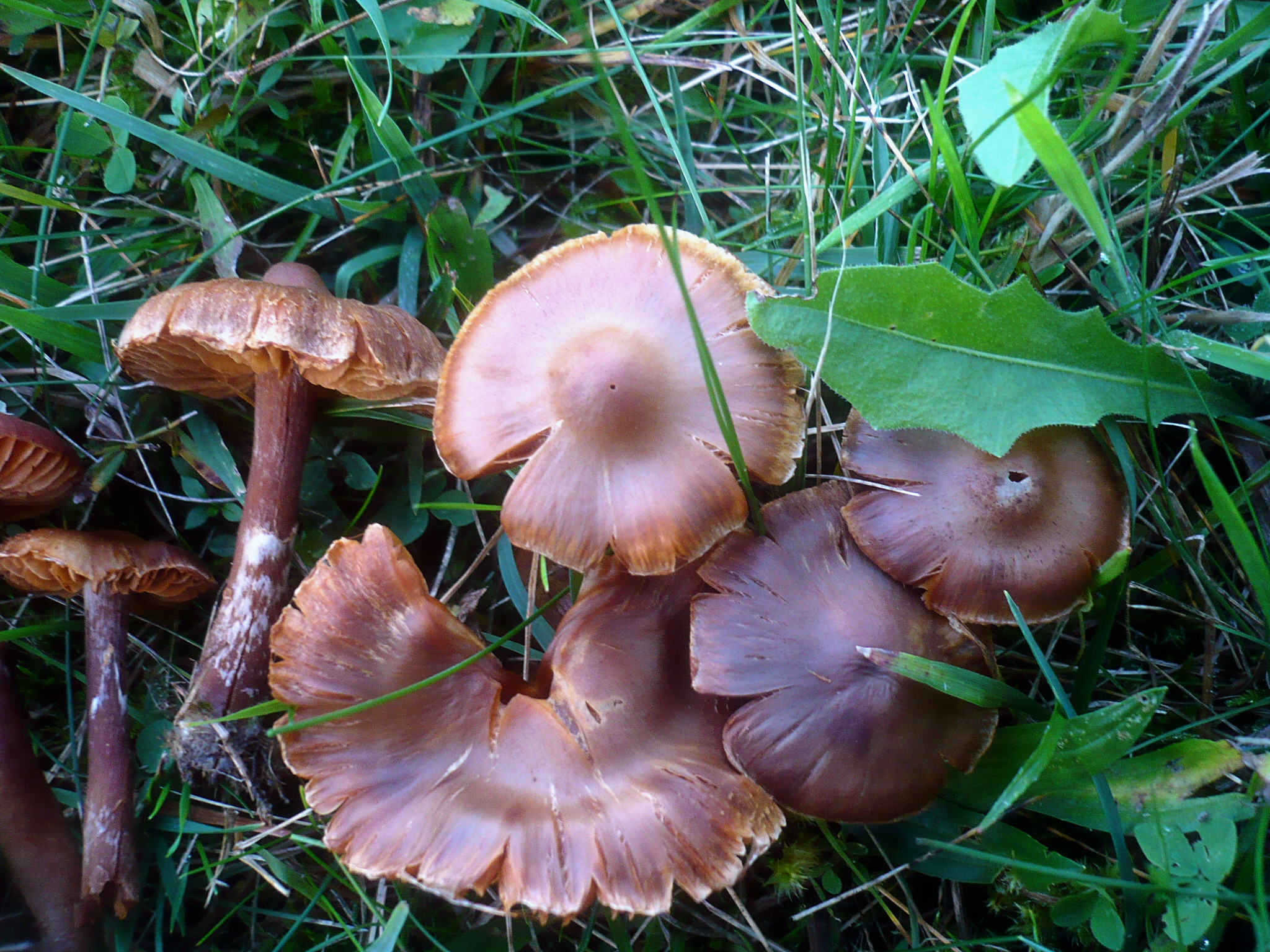
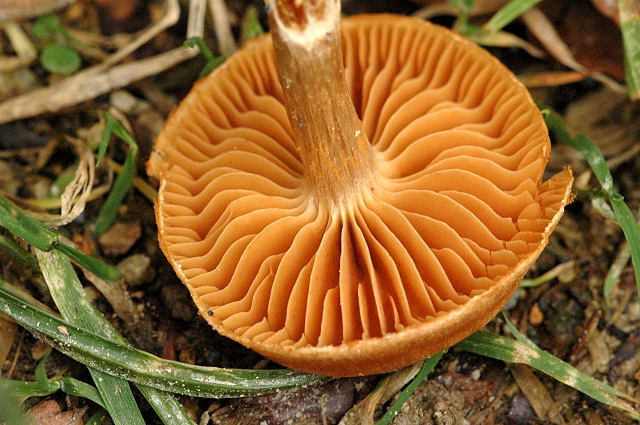
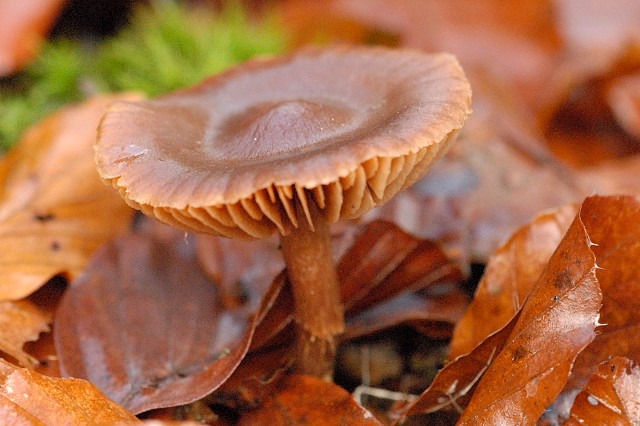

Nem ehető.   